# Estados Belgas Unidos
Los Estados Belgas Unidos o Estados Unidos de Bélgica (en neerlandés: Verenigde Nederlandse Staten o Verenigde Belgische Staten, en francés: États-Belgiques-Unis) fue una confederación formada por los Países Bajos del Sur que existió en el período entre enero y diciembre de 1790, durante una breve revuelta contra el emperador José II Habsburgo.

## Historia

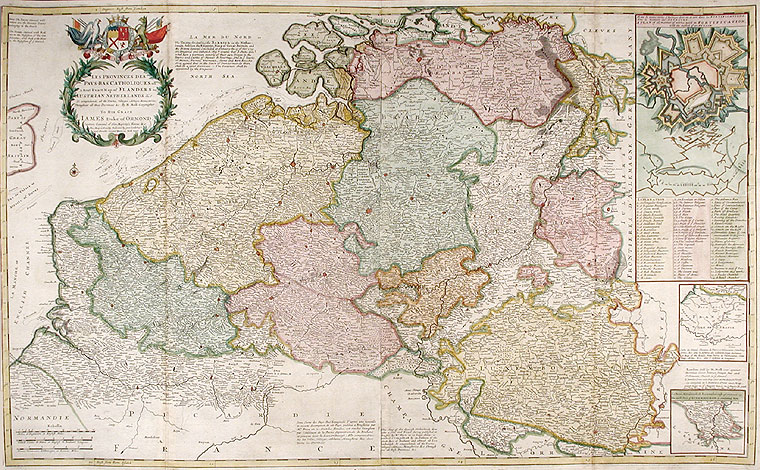
Mapa de Bélgica hacia 1740.

Influido por las ideas de la Ilustración, el emperador José II de Habsburgo inició una serie de reformas a gran escala en los Países Bajos Austríacos en la década de 1780, dirigidas a modernizar y centralizar el sistema político, judicial y administrativo. El antiguo sistema descentralizado sería sustituido con un sistema judicial uniforme para todo el imperio, y las provincias independientes de los Países Bajos Austriacos serían sustituidas por 9 kreitsen y 35 districten. José II también ordenó la secularización del sistema educativo y la reorganización o disolución de varias órdenes religiosas.
En 1789 estalló una revuelta popular en los Países Bajos Austriacos contra la política centralizadora del emperador. En esta revuelta surgieron dos facciones: los Estadistas, que se oponían a las reformas, y los Vonckistas, que tomaron el nombre de Jan Frans Vonck, que inicialmente había apoyado las reformas pero posteriormente se unió a la oposición debido a las consecuencias de su imposición.
La revuelta se inició en la ciudad de Bruselas, que en 1789 declaró que ya no reconocía la autoridad del emperador, en lo que sería conocido como la Revolución brabanzona. El líder de la facción Estadista, Hendrik van der Noot, llegó a los territorios austriacos desde los Países Bajos y reunió un pequeño ejército en Breda, la parte neerlandesa de Brabante.
En octubre Hendrik Van der Noot invadió Brabante y capturó Turnhout, derrotó a los austriacos en la batalla de Turnhout el 27 de octubre y conquistó Gante el 13 de noviembre. El 17 de noviembre el príncipe Alberto de Sajonia y la archiduquesa María Cristina de Teschen, los regentes imperiales, huyeron de Bruselas. El resto de las fuerzas imperiales se retiró a las ciudadelas de Luxemburgo y Amberes.
Van der Noot declaró la independencia de Brabante, y el resto de las demás provincias de los Países Bajos Austriacos se le unieron, excepto Luxemburgo. El 11 de enero de 1790 las provincias rebeldes firmaron un pacto, estableciendo una confederación bajo el nombre de Verenigde Nederlandse Staten / États-Belgiques-Unis y nombraron un cuerpo de gobierno conocido como Congreso Soberano. El Acta Neerlandesa de Abjuración de 1581 y la Declaración de Independencia de los Estados Unidos sirvieron como modelo para el tratado de creación de los Estados Belgas Unidos.
De forma paralela, en 1789 había estallado una revolución en el obispado de Lieja. Los revolucionarios de la ciudad habían proclamado una república que se unió a los Estados Belgas Unidos en alianza.
Sin embargo, Hendrik Van der Noot era consciente de la fragilidad del nuevo estado e intentó aproximarse a otros países extranjeros en busca de apoyos, sugiriendo incluso la unificación con la República de los Países Bajos. Por otra parte, las facciones de Estadistas y Vonckistas se enfrentaban continuamente, y el estado se encontraba al borde de la guerra civil.
Mientras esto ocurría, el emperador José II murió y fue sucedido por su hermano Leopoldo II, que rápidamente actuó para recuperar el control sobre los Países Bajos Austríacos. El 24 de octubre las tropas imperiales tomaron la ciudad de Namur, obligando a la provincia a reconocer la autoridad imperial. Dos días después fue recuperada la provincia de Flandes Oeste y en diciembre todo el territorio se encontraba de nuevo bajo el dominio del emperador Habsburgo.

## Legado
Aunque su duración fue breve, la creación de los Estados Belgas Unidos tuvo repercusiones a largo plazo. Por primera vez los Países Bajos Austriacos consiguieron la independencia, y fue el origen de una nueva idea política: el estado-nación de Bélgica.
En 1830 los habitantes de los Países Bajos del Sur se rebelaron contra el Reino Unido de los Países Bajos, creando así el moderno estado de Bélgica.

## Política

Provincias de los Estados Belgas Unidos.

Los Estados Belgas Unidos eran una república confederal de ocho provincias que tenían sus propios gobiernos, que eran soberanos e independientes, y eran regulados directamente por el Congreso Soberano (francés: Souverain Congrès; neerlandés: Soevereine Congres), el gobierno confederal. El Congreso Soberano estaba asentado en Bruselas y estaba compuesto por representantes de cada una de las ocho provincias. Las provincias de la república fueron divididos en territorios separados más pequeños, cada uno con sus propias identidades regionales:
1. Ducado de Brabante
2. Ducado de Güeldres
3. Ducado de Limburgo
4. Ducado de Luxemburgo
5. Condado de Flandes
6. Condado de Henao
7. Condado de Namur
8. Señorío de Malinas